# Lacroix-Barrez
Lacroix-Barrez è un comune francese di 516 abitanti situato nel dipartimento dell'Aveyron nella regione dell'Occitania.

## Società

### Evoluzione demografica
Abitanti censiti